# Стэгер, Майкл
Майкл Матеус Стэгер (англ. Michael Mateus Steger; род. 27 мая 1980, Лос-Анджелес, США) — американский актёр кино и телевидения. Получил известность благодаря роли Навида Ширази в молодёжном сериале «90210: Новое поколение».

## Биография
Майкл — третий из четверых сыновей в семье Стэгеров. Его мать — бухгалтер. В его жилах течёт кровь эквадорца, австрийца и норвежца. Его семья — представители среднего класса. Окончил с медалью колледж «Cal Poly Pomona», получив степень магистра в области театральных искусств. С детства занимается боевыми искусствами и в 18 лет получил первый чёрный пояс по тэйквон-до.

## Личная жизнь
С 15 ноября 2008 года женат на бывшей однокласснице Брэнди Такер — они были знакомы с 12 лет и вместе учились в школе и колледже. На скромной церемонии присутствовало всего 200 гостей. 22 апреля у Майкла и Брэнди родилась дочь.

## Карьера
Стэгер появился в нескольких рекламах, а также телешоу, и в детском шоу «VR Troopers» в 1994 году. Затем последовали роли в независимых Болливудских проектах «3 Girls & The Golden Cocoon», и гостевая роль Снипера в сериале «Морская полиция: Спецотдел» в 2005 году. В 2007 Стэгер получил роль в шоу «The Winner». Кроме того, актёр исполнил главную роль в музыкальном клипе группы «The Killers» на песню «Bones», который в 2006 году снял Тим Бёртон.
В 2007 году Стэгер появляется в нескольких проектах канала «Disney»: в сериалах «Ханна Монтана», «Cory in the House» и фильме «The Cheetah Girls: One World», вышедшем 22 августа 2008 года. Кроме того, Майкл появляется в гостевой роли в сериале «Мыслить как преступник», а в 2010 он исполнил роль парня-эскорта в третьем сезоне сериала «Настоящая кровь».
Актёр снимался в одной из главных ролей — Навида Ширази — сериала «90210: Новое поколение» транслируемого каналом CW.

## Фильмография

### Кино
| Кино | Кино                        | Кино                        | Кино         | Кино                   |
| Год  | Название                    | В оригинале                 | Обязанности  | Примечания             |
| ---- | --------------------------- | --------------------------- | ------------ | ---------------------- |
| 2005 | Три девочки и золотой кокон | 3 Girls & The Golden Cocoon | Трэвис       |                        |
| 2007 | Человек под деревом         | The Man Under The Tree      | Гвидо        | короткометражный фильм |
| 2007 | Мэг                         | Meg                         | Боб          | короткометражный фильм |
| 2010 | Жрицы Венеры                | Assisting Venus             | Грег Сиверин | главная роль           |
| 2013 | Фара на грани               | Farah Goes Bang             | Вассим       | главная роль           |
| 2014 | Круг                        | The Circle                  | Мэтт         | идут съёмки            |

### Телевидение
| Телевидение | Телевидение                    | Телевидение                                     | Телевидение        | Телевидение         |
| Год         | Название                       | В оригинале                                     | Обязанности        | Примечания          |
| ----------- | ------------------------------ | ----------------------------------------------- | ------------------ | ------------------- |
| 1994        | Солдаты виртуальной реальности | VR Troopers                                     | Джош               | 1 эпизод            |
| 2005        | Морская полиция: Спецотдел     | Navy NCIS: Naval Criminal Investigative Service | Снайпер            | 1 эпизод            |
| 2007        | Победитель                     | The Winner                                      | Мигель             | 4 эпизода           |
| 2007        | Ханна Монтана                  | Hannah Montana                                  | Гильермо Монтойя   | 1 эпизод            |
| 2008        | Кори в нашем доме              | Cory In The House                               | Хуан Карлос        | 1 эпизод            |
| 2008        | Мыслить как преступник         | Criminal Minds                                  | Сэм                | 1 эпизод            |
| 2008        | Чита Гёрлз в Индии             | The Cheetah Girls: One World                    | Викрам             | телевизионный фильм |
| 2008-2013   | 90210: Новое поколение         | 90210                                           | Навид Ширази       | 114 эпизодов        |
| 2010        | Тайные операции                | Covert Affairs                                  | Диего Суарэз       | 1 эпизод            |
| 2010        | Настоящая кровь                | True Blood                                      | Тони               | 1 эпизод            |
| 2011        | Голливудская роль мечты        | ACME Hollywood Dream Role                       | Гостевое появление | 1 эпизод            |
| 2013        | Без остановки                  | Non-Stop                                        | Фредерик           | телевизионный фильм |
| 2013        | Разрушение Лас-Вегаса          | Blast Vegas                                     | Орен               | телевизионный фильм |